# 程韦然
程韦然（1986年11月27日—），中国演员，中国致公党党员，共青团重庆市第二次代表大会代表，微笑公益活动发起人。毕业于上海戏剧学院，师从艺术家佟瑞敏，出演电影上海滩后传《君子道》男主角，与胡歌、冯绍峰、林更新等校友一起被媒体称为上戏十大校草级男星。第四届纽约中国电影节期间被外媒誉为“中国新面孔”。